# Font de la Pinça
La Font de la Pinça és una escultura de formigó, obra de l'arquitecte Jordi Querol i Piera, situada al recinte de Mundet, en una esplanada de la llera del torrent d'en Duran, prop del carrer d'Hipàtia d'Alexandria, al barri de Montbau de Barcelona.
L'escultura, de 1978, representa una agulla d'estendre la roba, a escala 25 vegades més gran, col·locada sobre un pedestal quadrat de formigó, que cobria el que havia estat una font, actualment inexistent i tapiada. La inspiració de l'obra, en paraules d'en Jordi Querol va ser: 'Quan vaig veure els nens amb bata, com jo havia dut de petit a l'Escola del Mar, ho vaig tenir clar. Al jardí que els havia de fer hi posaria una font amb una pinça a sobre'. La raó és que ell, de petit, en duia una, de pinça, a una de les butxaques perquè li conferís seguretat.